# Catedral de Tarazona
La Seo de Nuestra Señora de la Huerta de Tarazona, también denominada catedral de Tarazona, se encuentra en la ciudad de Tarazona (Aragón, España) y es el templo cabeza de la diócesis homónima.
Iniciada su construcción en el siglo XII con planta gótica clásica, fue reformulada en el siglo XVI en estilo renacentista. Cuenta con elementos en estilo mudéjar, siendo una de las escasas catedrales con mudéjar de España, junto con la de Teruel. Posteriormente se construyó un gran atrio barroco, de tal modo que la catedral es una suma de estilos, conformando un rico y variado conjunto monumental.
Se le denomina como la «Capilla Sixtina del renacimiento español» por las pinturas mitológicas desnudas, únicas en una catedral europea, que alberga en la cabecera y en el cimborrio, redescubiertas tras su gran restauración (1985-2011) y ocultas durante siglos.

## Ubicación

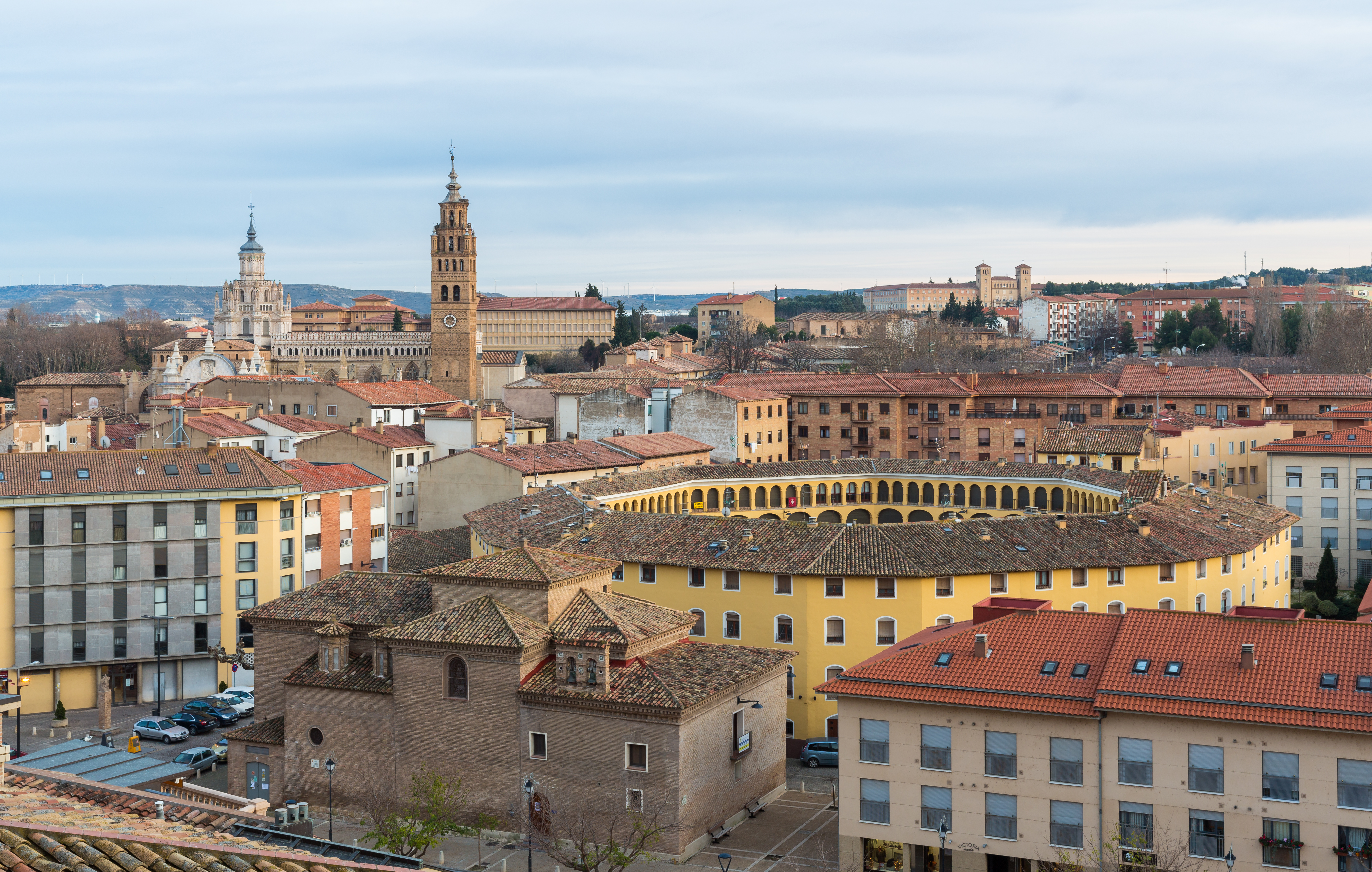
Vista desde el burgo medieval, completamente extramuros, al otro lado del río

La Catedral de Tarazona se sitúa en la actual plaza de la Seo, en la margen derecha del río Queiles y junto al renacentista Palacio de Eguarás. Como se puede observar, se encuentra en una zona alejada del núcleo medieval, mucho más elevado y al otro lado del río, cuando lo habitual que las catedrales se encuentren en el centro medieval de las ciudades y dentro del recinto amurallado.
Sin embargo, la ubicación extramuros de la catedral de Tarazona hace de ella una curiosa singularidad. Parece ser que la explicación podría encontrarse en los restos arqueológicos de origen romano que aparecieron debajo del atrio catedralicio y que conforman varios edificios importantes del siglo IV, decorados con grandes mosaicos, entre ellos un baptisterio. Ello vendría a confirmar que el espacio actual sobre el que se alza la catedral ya había sido un lugar de gran importancia urbanística en la Turiaso romana y de culto cristiano, lo que justificaría ahí esta construcción.

## Historia

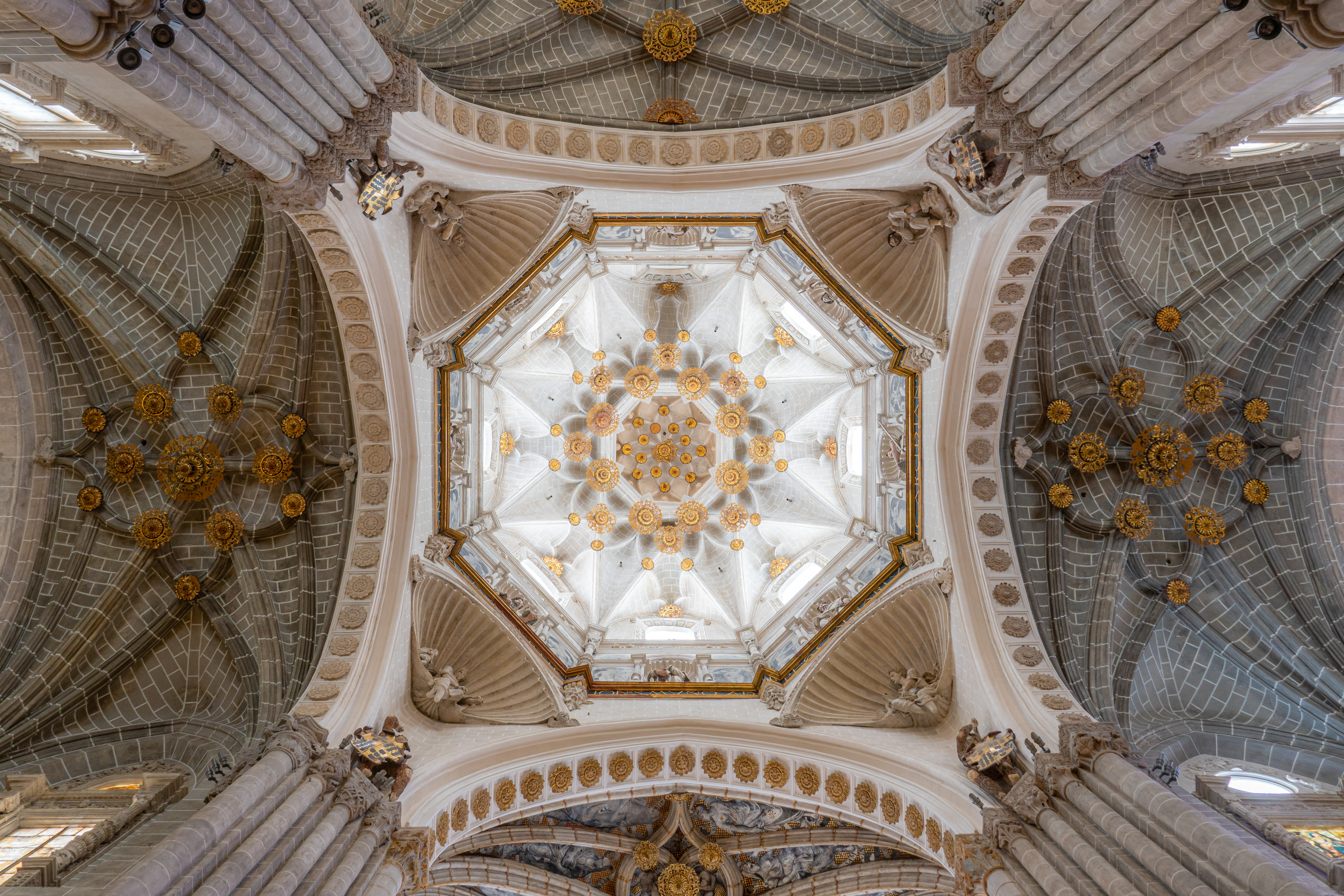
Bóveda del crucero

El inicio de la erección de la catedral data de mediados del siglo XII y fue consagrada en 1232 siendo obispo García Frontín II.
Cuando Alfonso I el Batallador conquista la ciudad de Tarazona, se la denominó Iglesia de Nuestra Señora de la Hidria (en referencia, seguramente, al jarro de azucenas); sin embargo, la población transmutó el nombre a Nuestra Señora de la Huerta o de la Vega, en referencia a su emplazamiento, cerca del río y vega y huerta adyacentes.
Por el mismo tiempo se estaba construyendo el cercano Monasterio de Veruela, de estilo gótico cisterciense, lo que seguramente influyó en la pureza gótica de la primera edificación catedralicia. Este influjo se confirma con la semejanza en muchos detalles entre estos ambos edificios.
En 1221 fue armado en ella caballero el rey Jaime I, el Conquistador. Este rey se casó el 6 de febrero de ese año en la vecina ciudad de Ágreda con Leonor de Castilla a la edad de 13 años. Tras el enlace, los monarcas fueron a Tarazona para que el rey fuese armado caballero.
La catedral fue ampliada en la segunda mitad del siglo XIII, siguiendo con la uniformidad estilística del gótico cisterciense: tres naves con crucero, cabecera semicircular y girola con capillas radiales.
En 1357, en el contexto del ataque de Pedro I el Cruel contra Tarazona en el marco de la Guerra de los Dos Pedros (contienda en la que Tarazona constituyó primera línea del conflicto bélico) la catedral, situada extramuros, fue utilizada como cuartel por las tropas castellanas y sufrió graves daños, en particular el claustro, que resultó destruido.
Acabada la contienda, la obra de la seo turiasonense fue reconceptualizada con elementos mudéjares, procediéndose a la reconstrucción de las naves, las capillas laterales, lienzos exteriores, el cimborrio y la torre. De este modo, la planta general es la de un templo gótico (cabecera y naves) así como arcos, arbotantes y contrafuertes, pero el cimborrio y la torre-campanario son gótico-mudéjares, mientras, el tramo central del crucero pertenece ya a la arquitectura renacentista.
La finalización del campanario fue iniciado a finales del siglo XV y rematado en 1588. La decoración de sus paños se resuelve mediante frisos de esquinillas con rombos y de arcos de medio punto.
Fue declarada Monumento Histórico Artístico en 1931. Desde 1985 permaneció cerrada al público debido a graves problemas estructurales y a unas largas obras de restauración integral. El 20 de abril de 2011 el obispo Hernández Sola la reconsagró al culto coincidiendo con la consagración en el año 1235; posteriormente se abrió al uso turístico y litúrgico.

## Estilos arquitectónicos

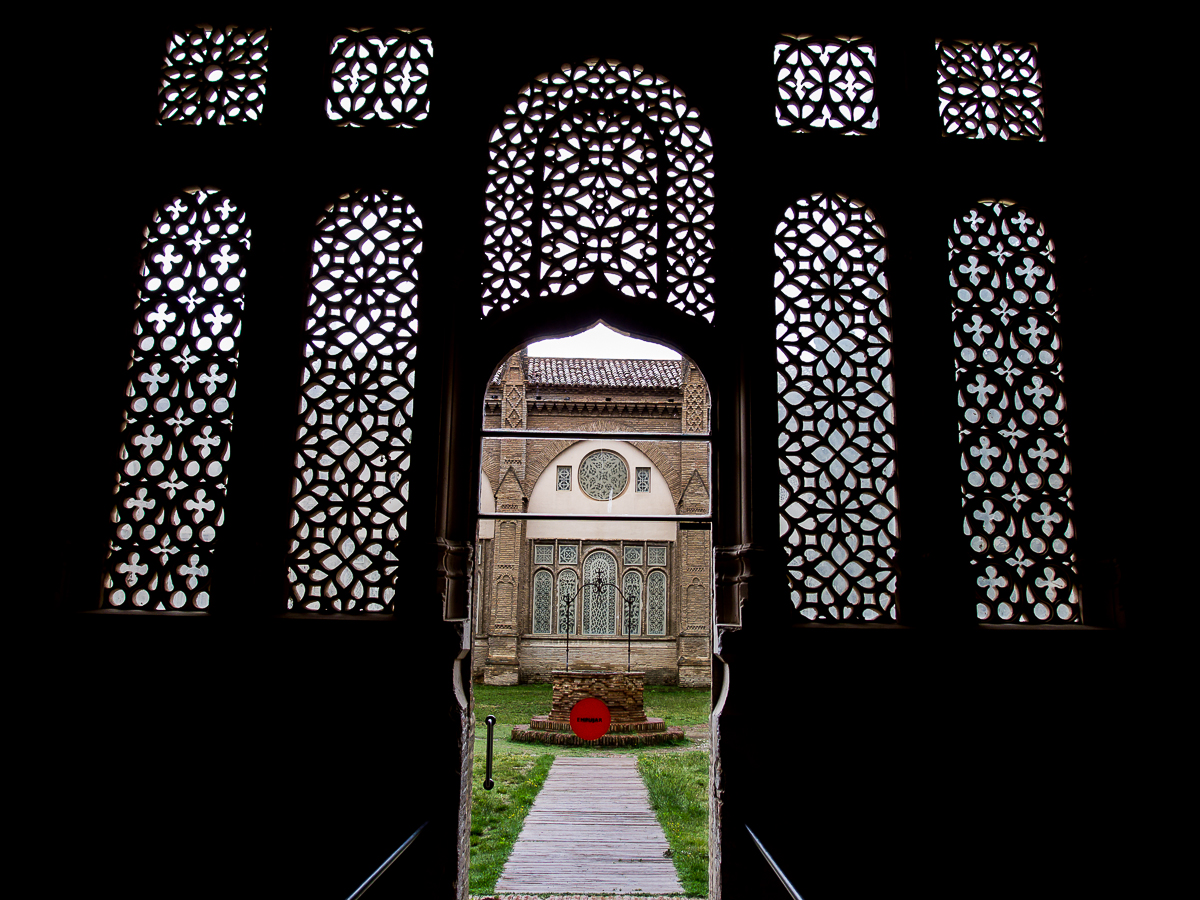
Celosías del claustro

- Gótico: la planta de la catedral es puramente gótica. Consta de tres naves, la central de mayor altura que las otras dos, con arcos de medio punto. La gran altura de la nave principal dota al edificio de la esbeltez interior habitual de los templos góticos y sus muros descargan en arbotantes por el exterior. Las bóvedas de las naves laterales mantienen la crucería simple gótica. La capilla mayor y el transepto presentan triforio. La girola consta de 6 capillas y presenta una serie de pinturas góticas en el deambulatorio ocultas hasta la última gran restauración. Destaca el retablo gótico internacional de Juan de Leví, en la capilla de los obispos Calvillo.
- Mudéjar: el claustro, formado por celosías de yeso de inspiración oriental, el exterior del cimborrio, la decoración de la galería norte de aireación de la nave principal y el tramo medio del campanario.
- Renacentista: La decoración interior de la catedral es muy renacentista. El interior del cimborrio con sus pinturas, pechinas, salvajes y bóveda estrellada de crucería. Las pinturas de la capilla mayor. Las bóvedas de crucería de la nave principal y los ventanales interiores de esta. El pórtico de la plaza de la Seo.
- Barroco: el trascoro, el atrio y la capilla de San Andrés.

## El exterior

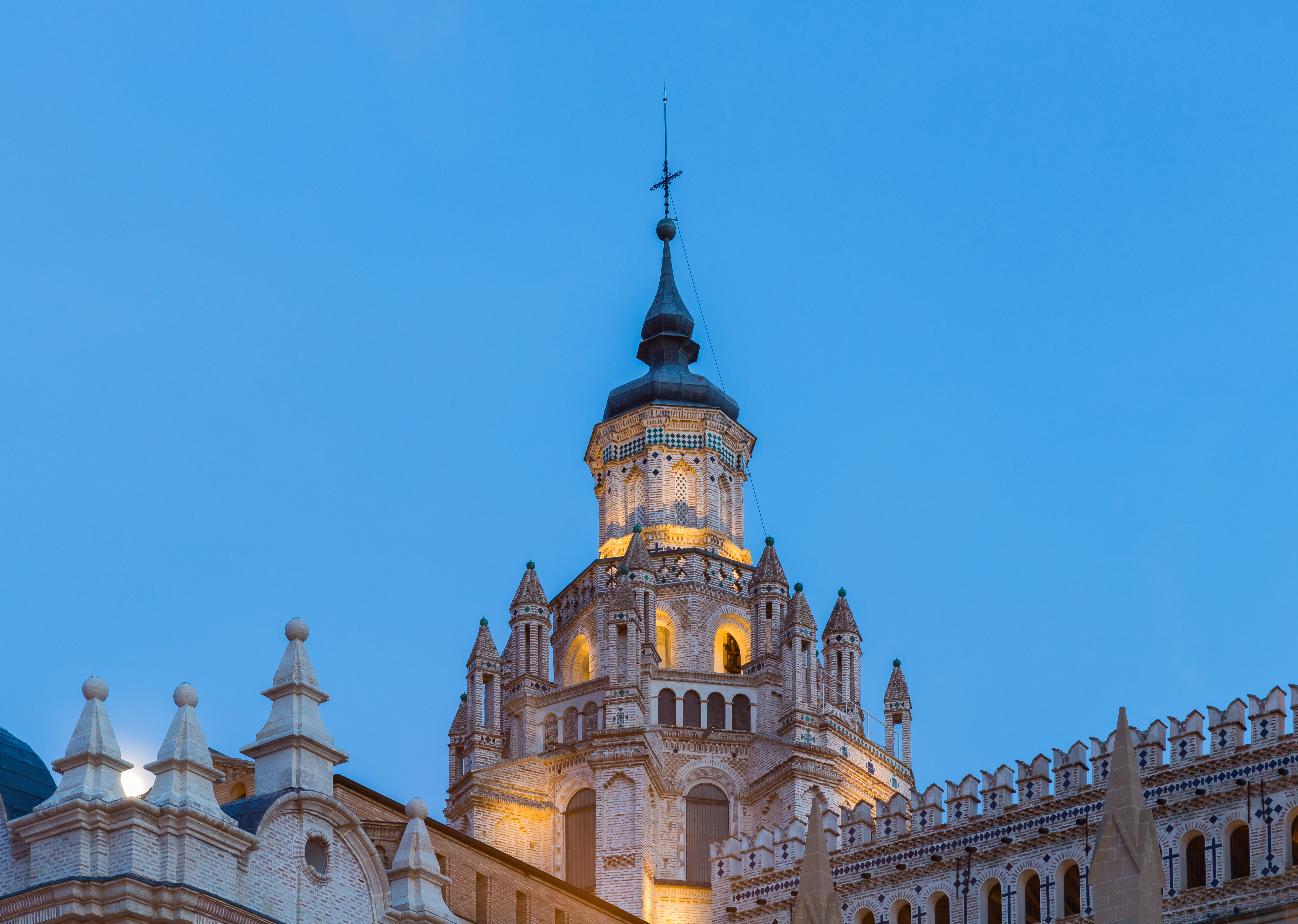
Exterior del cimborrio

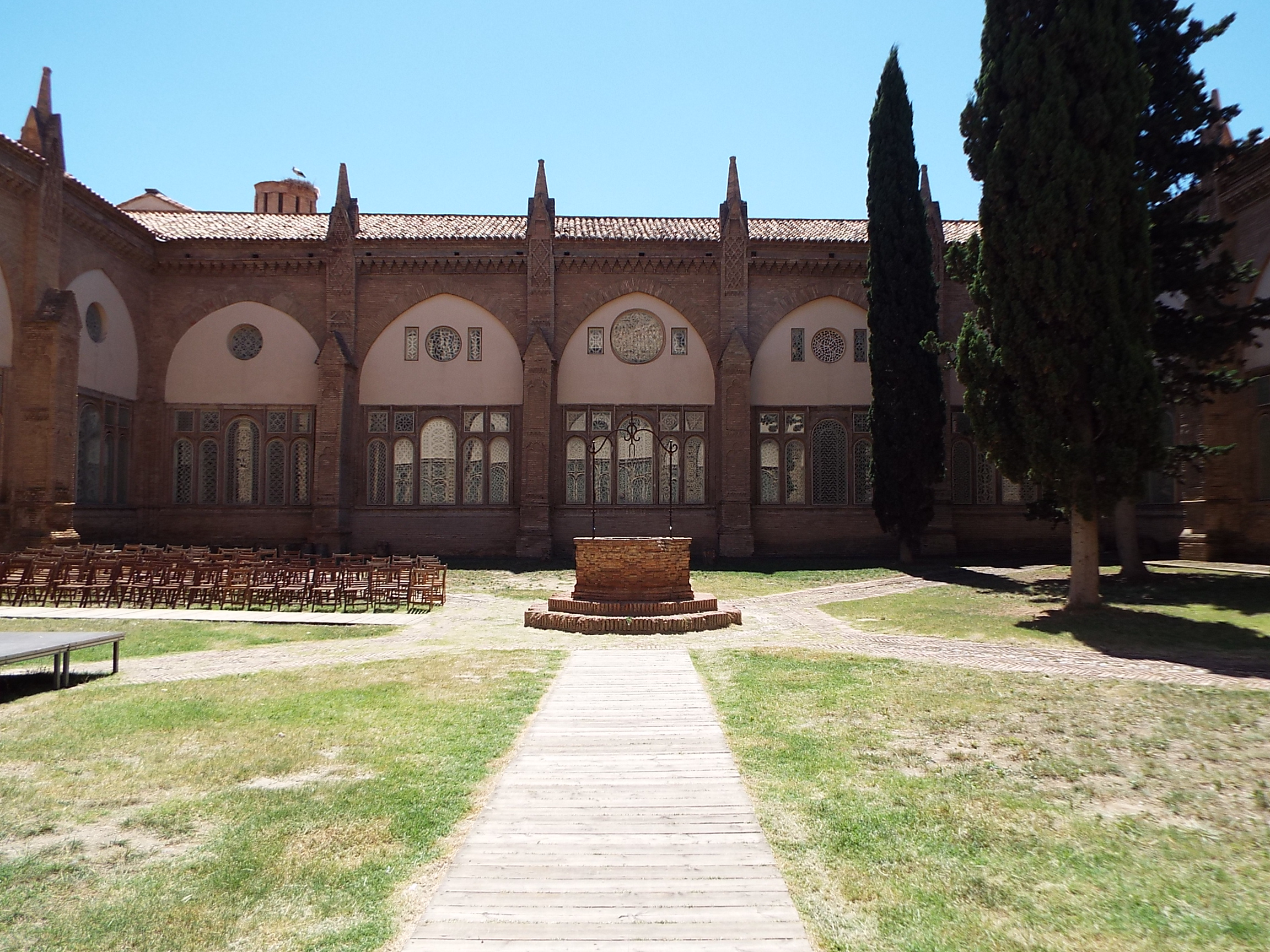
Exterior del claustro

### Torre campanario
En la torre de la catedral se pueden diferenciar tres estilos artísticos: el cuerpo inferior de piedra, gótico; la parte central, hasta la altura del reloj, mudéjar, realizada en ladrillo entre 1496 y 1497 por Alí Darocano; y la parte superior, renacentista, formada por dos cuerpos también de ladrillo —uno cuadrado y otro octogonal, este último a su vez dividido en dos pisos— realizados por Juan Guaza y Juan Villanueva a partir de 1588.

### Cimborrio
El cimborrio de la catedral, que contiene elementos mudéjares y renacentistas, fue realizado por Juan Lucas Botero y por su hijo, que tenía el mismo nombre, entre 1543 y 1545, sobre el antiguo cimborrio medieval. La decoración fue obra de Alonso González, a partir de 1546. El cuerpo inferior está formado por ocho hornacinas separadas por columnas y decoradas con estatuas de los apóstoles. Son muy singulares unas pinturas en grisalla que representan personajes bíblicos desnudos. El paso del cuerpo cuadrado al octogonal se realiza mediante trompas en forma de concha, con ventanales. En la parte superior está la linterna y una bóveda en forma de estrella. Hay también en el cimborrio una pequeña capilla dedicada a la Virgen.

### Claustro
El claustro es de planta cuadrangular y se construyó con ladrillo y yeso en estilo mudéjar en el siglo XVI. Está cubierto por bóveda de crucería y hay ventanales hacia el jardín interior. Las celosías tienen singulares elementos decorativos, que incluyen animales fabulosos, escenas bucólicas e imágenes religiosas.

## El interior

### Capilla de los Calvillo
Situada en la girola de la catedral, la capilla de los Calvillo debe su nombre a que fue construida para ser el lugar de enterramiento de los obispos Pedro y Fernando Pérez Calvillo, que eran hermanos y cuyos sepulcros fueron hechos por Pedro de Corcán. Esta capilla conserva una ventana de arco de medio punto del siglo XIII. Es de planta trapezoidal y bóveda de crucería simple.
Es muy destacable el retablo de esta capilla, realizado en el siglo XIV por Juan de Leví y dedicado a los santos Lorenzo, Prudencio y Catalina.
Los sepulcros están situados a ambos lados del retablo y en ellos se han esculpido escenas de las ceremonias funerarias, además de las estatuas yacentes de los difuntos.

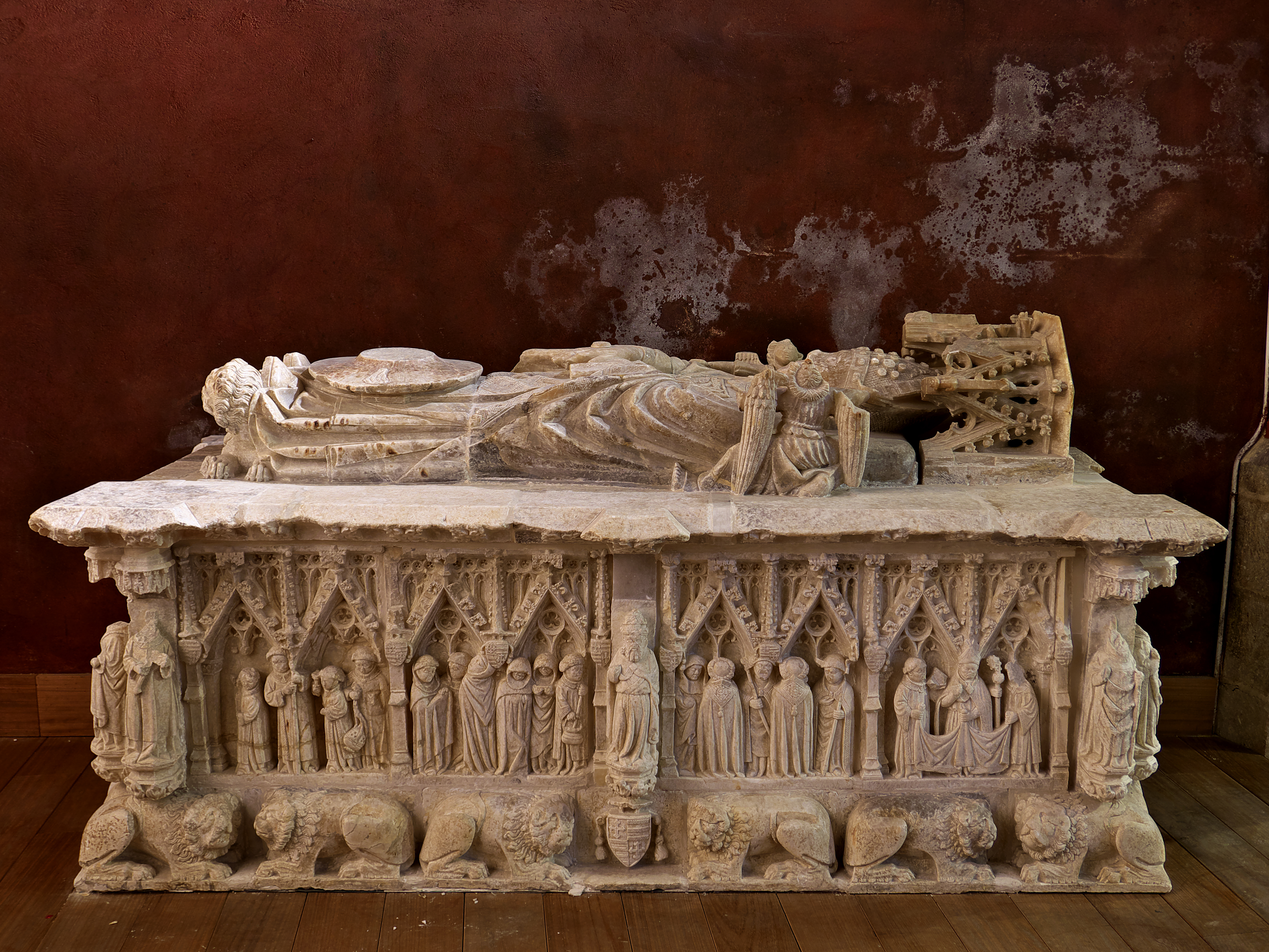
Sepulcro de Fernando Pérez Calvillo ca.1405
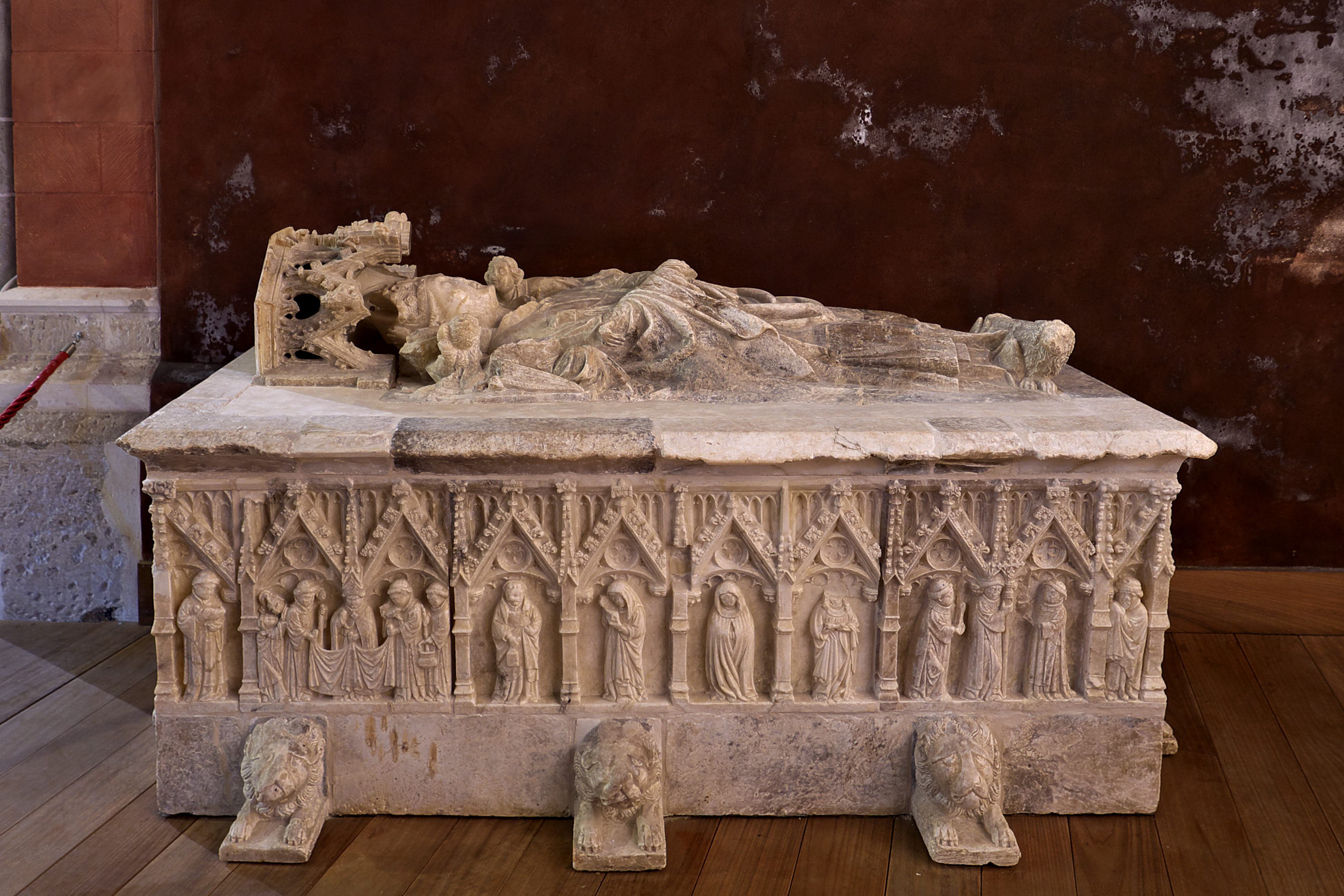
Sepulcro de Pedro Pérez Calvillo ca. 1404
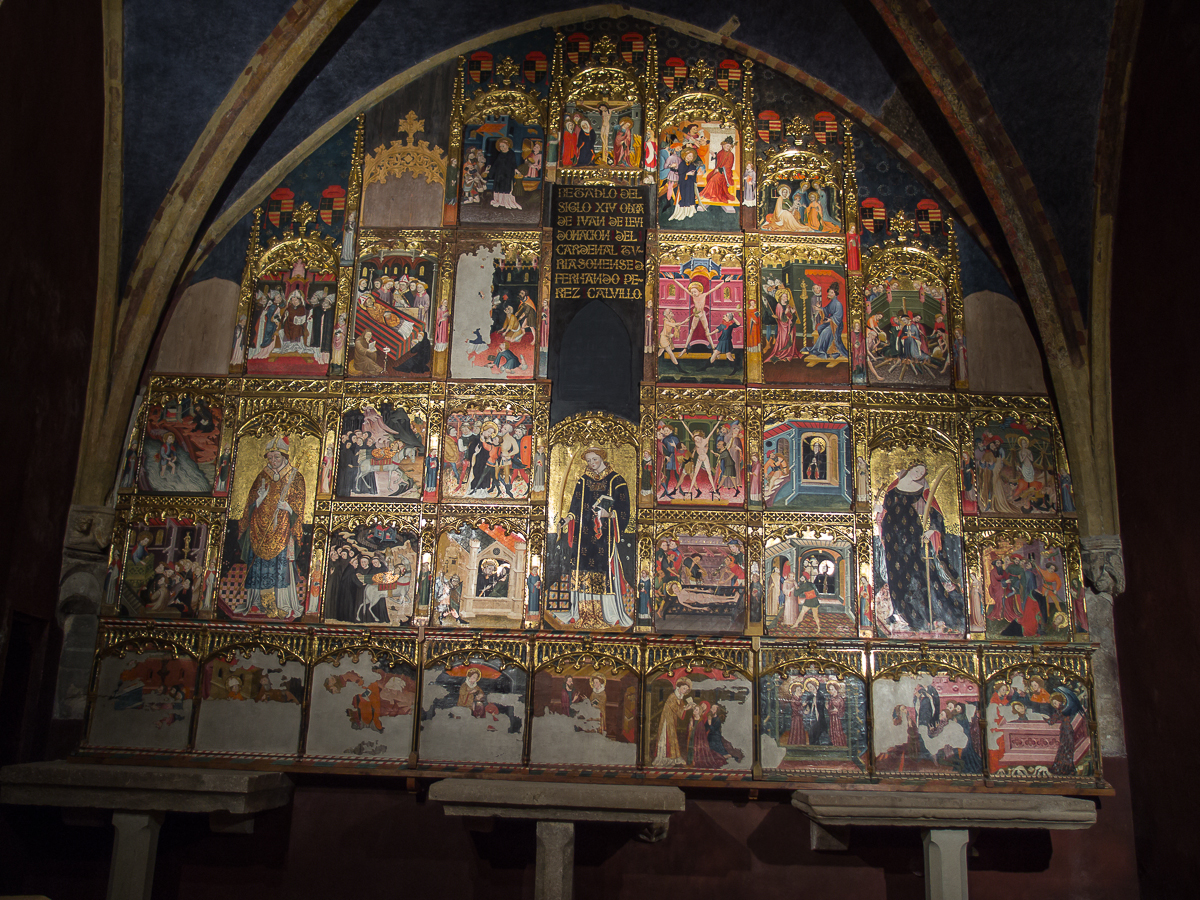
Retablo dedicado a San Lorenzo, San Prudencio y Santa Catalina, obra de Juan de Leví

### Capilla de San Andrés

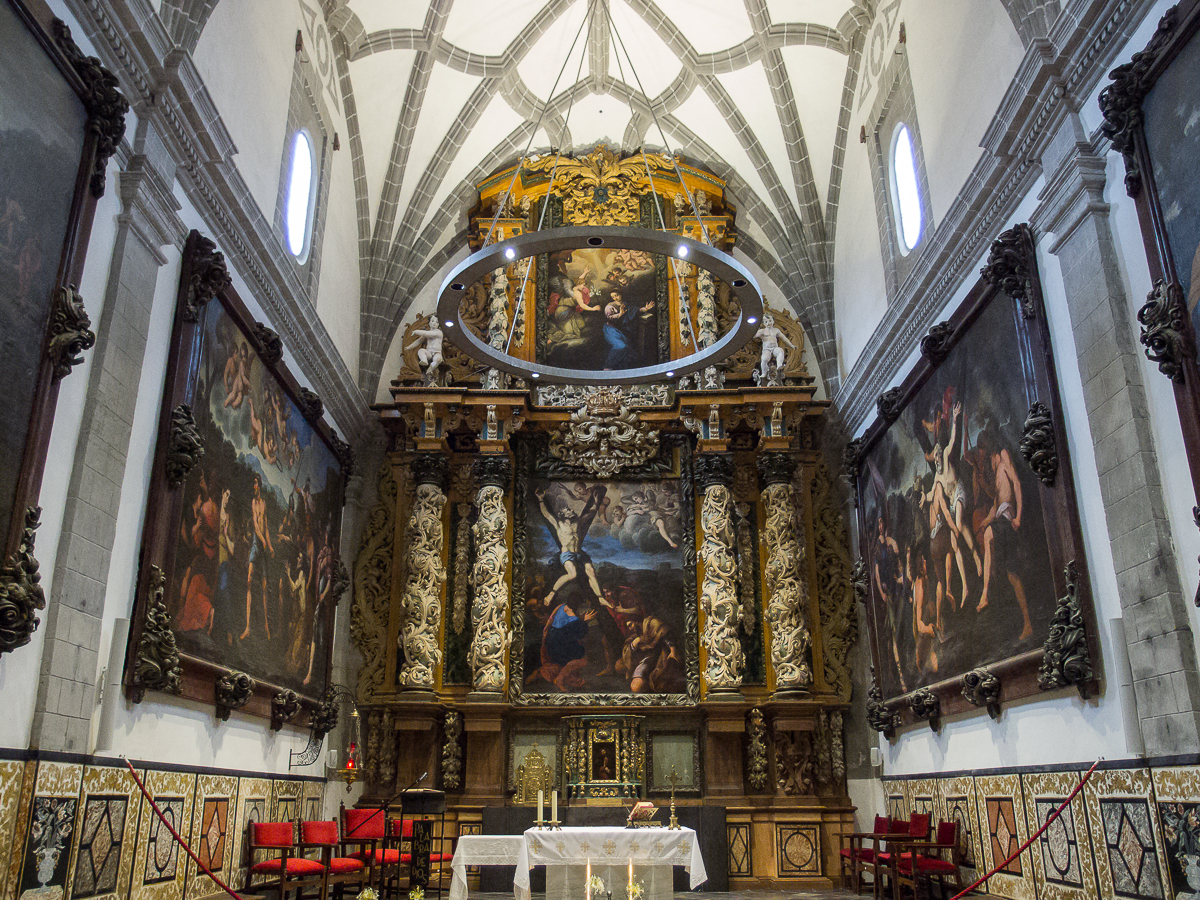
Vista de la capilla de san Andrés

La capilla de san Andrés es la capilla central de la girola de la catedral. La recorre un friso de estuco que está pintado de forma que imita incrustaciones de piedras preciosas. En él se halla un retablo barroco que fue realizado a principios del siglo XVIII. La pintura del centro del retablo representa el martirio del santo; en la parte superior del mismo hay una Anunciación; y otras cuatro pinturas con escenas de la vida del santo decoran los muros. Todas estas pinturas son del siglo XVII, de la escuela italiana. En la cripta de esta capilla se enterraba a los canónigos y a algunos obispos.

### Capilla de la Purísima

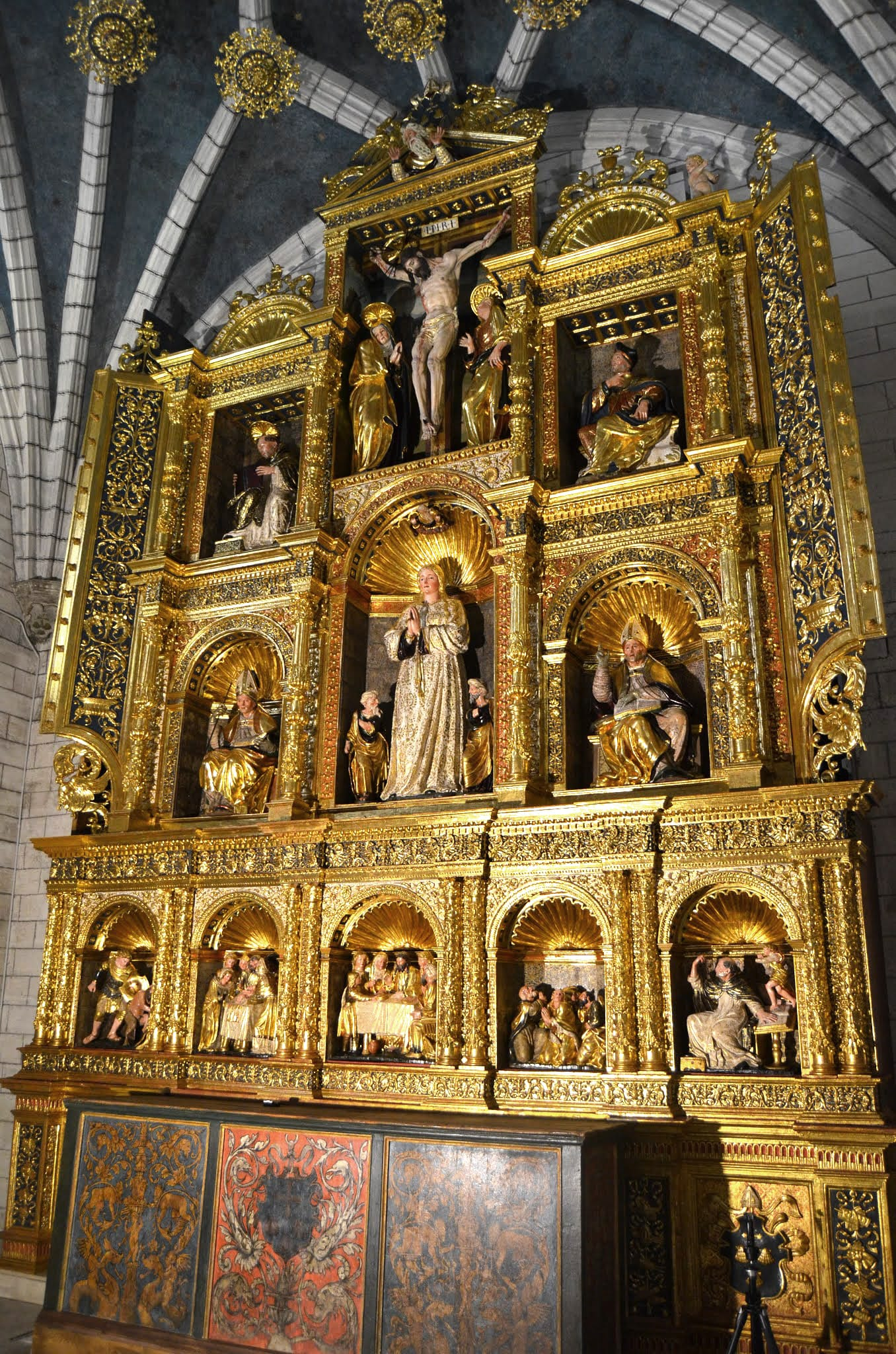
Retablo de Juan de Moreto

La capilla de la Purísima, o de la Inmaculada Concepción, también se conoce como capilla de los Conchillos. En ella están los sepulcros de Lope Conchillos, que fue deán de Tarazona y de Gonzalo Conchillos, canónigo de Tarazona. Sobre ellos, destaca una rica decoración en yeso, bajo un arco conopial. En esta capilla también se encuentra el retablo realizado por Juan de Moreto.

### Capilla de la Purificación
La capilla de Purificación, también conocida como capilla de la Presentación o capilla Talavera, fue remodelada por Alonso González entre 1551 y 1558. Está cerrada por una peculiar bóveda. Un entablamento de estuco que atraviesa esta capilla está tallado con representaciones de animales fabulosos y medallones. Debajo de este hay una representación en blanco y negro de los apóstoles. El retablo hispano flamenco, encargado en 1493 por Antón de Talavera, es obra de Martín Bernat. Un doble monumento funerario alberga las tumbas de Antón I Talavera, Pedro Talavera, Ana de Guarás y María de Talavera. La reja de hierro policromado, también muy destacable, está fechada en 1558 y su realización quedó a cargo de Hernando de Ávila, el viejo.

### Capilla de Santiago
La capilla de Santiago el Mayor fue terminada en 1497 y pertenece al gótico flamígero. Contiene un retablo donde se representa la predicación del santo, la venida de la Virgen y el martirio del santo. Además, es destacable la gran policromía de la escultura de Santiago. Su autor es desconocido pero algunos lo han atribuido a Pedro Díaz de Oviedo.

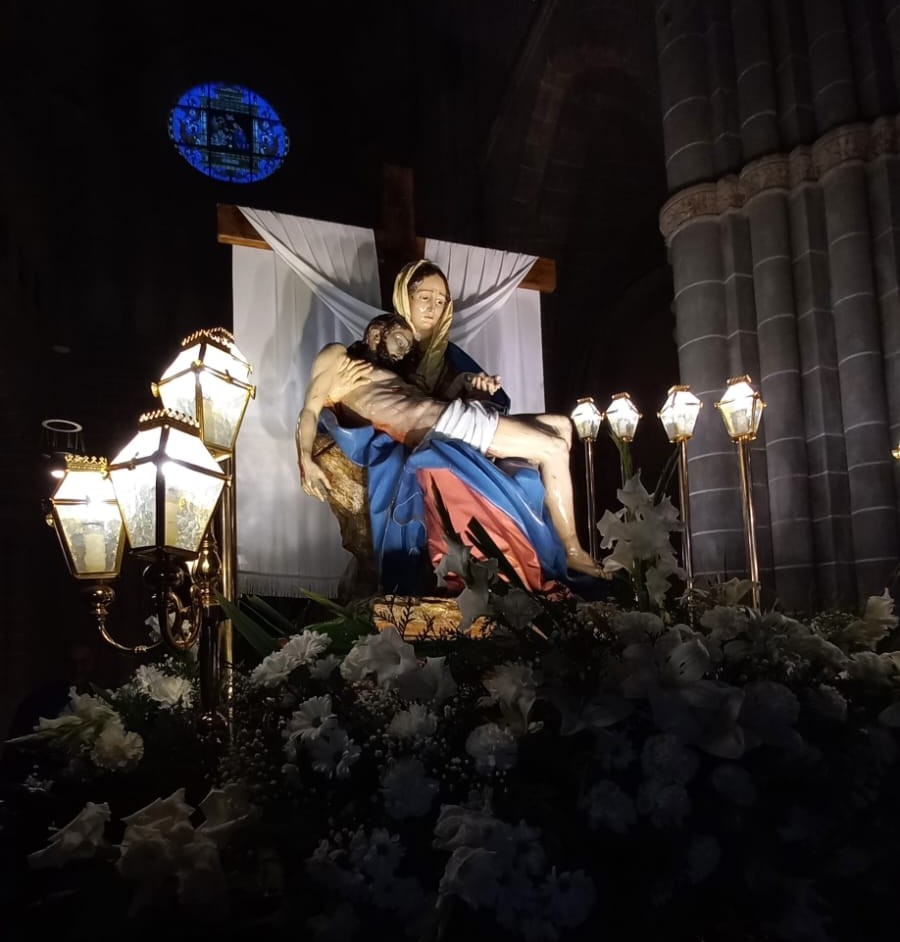
La Piedad, escultura de Francisco Gutiérrez, lista para procesionar

### Capilla de la Piedad
La capilla de la Piedad alberga una escultura que representa a la Virgen sosteniendo el cuerpo inerte de Jesús que es obra de Francisco Gutiérrez, en estilo neoclásico, y está considerada de gran calidad artística. A los lados se sitúan dos esculturas exentas de obispos, que probablemente sean san Atilano y san Ildefonso.

### Otras capillas
Otras capillas que se encuentran en la catedral son la de la Virgen del Pilar, la de la Anunciación, la de san Juan, la de san Pedro y san Pablo, la de san Gregorio, la de la Visitación, la del Rosario, la de san Vicente Ferrer, la de san Lorenzo y la de san Clemente y santa Lucía.

### Retablo del altar mayor

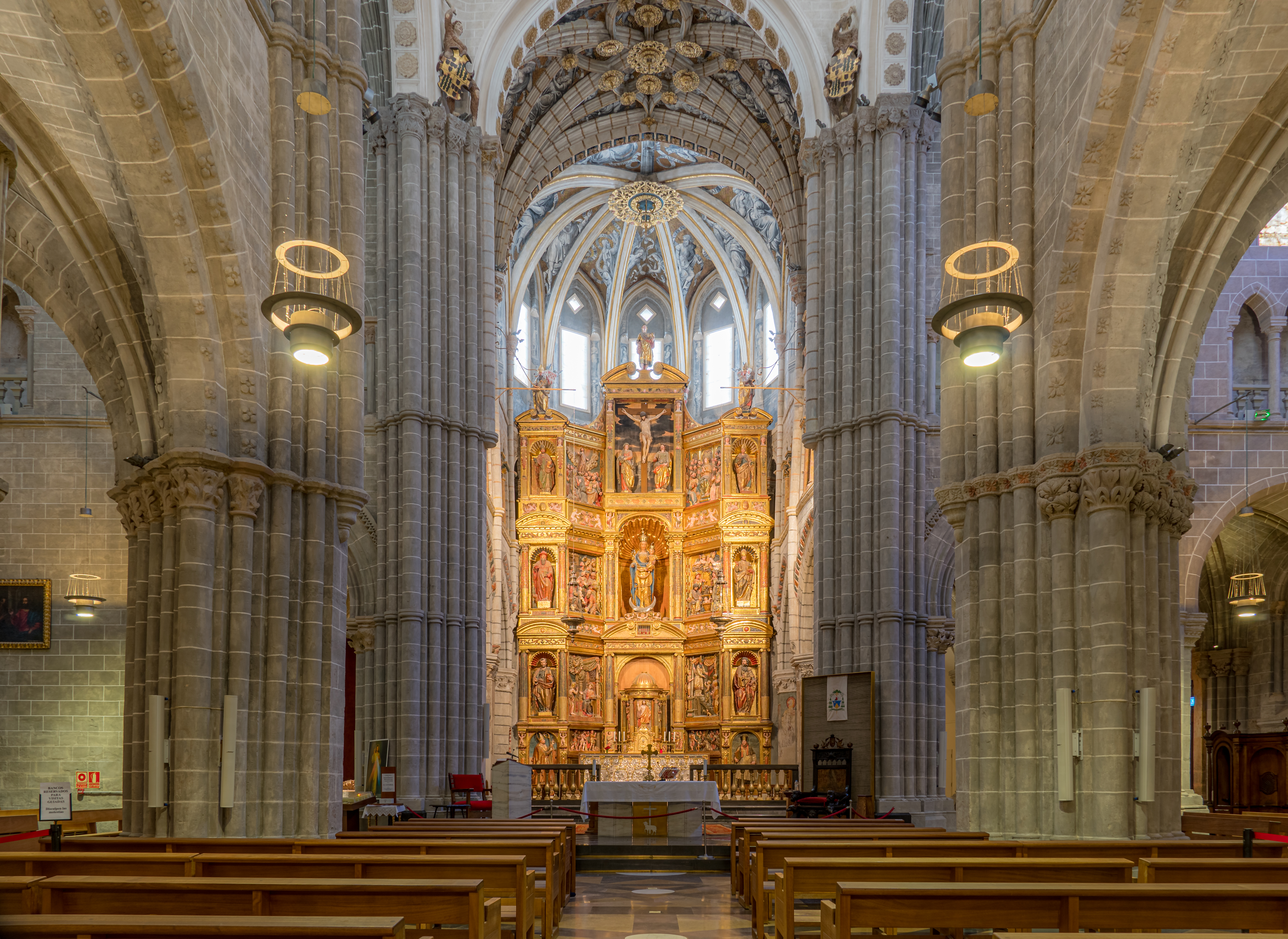
Altar Mayor

El retablo del altar mayor fue realizado en su mayor parte en el siglo XVII por Jaime Viñola y Diego Martínez, y fue pintado por Agustín Leonardo y Gil Jiménez. Tiene unas dimensiones de 11 x 7 m y consta de cinco calles, predela y tres pisos donde se representan escenas de la vida de Jesús y de la Virgen, además de figuras de los patronos del obispado. La escultura que se encuentra en la hornacina central es la Virgen de la Huerta y fue realizada por Pere Johan en el siglo XV. Hay también en él un frontal de plata que fue realizado en el siglo XVIII por Lamberto Garro.

### Púlpito

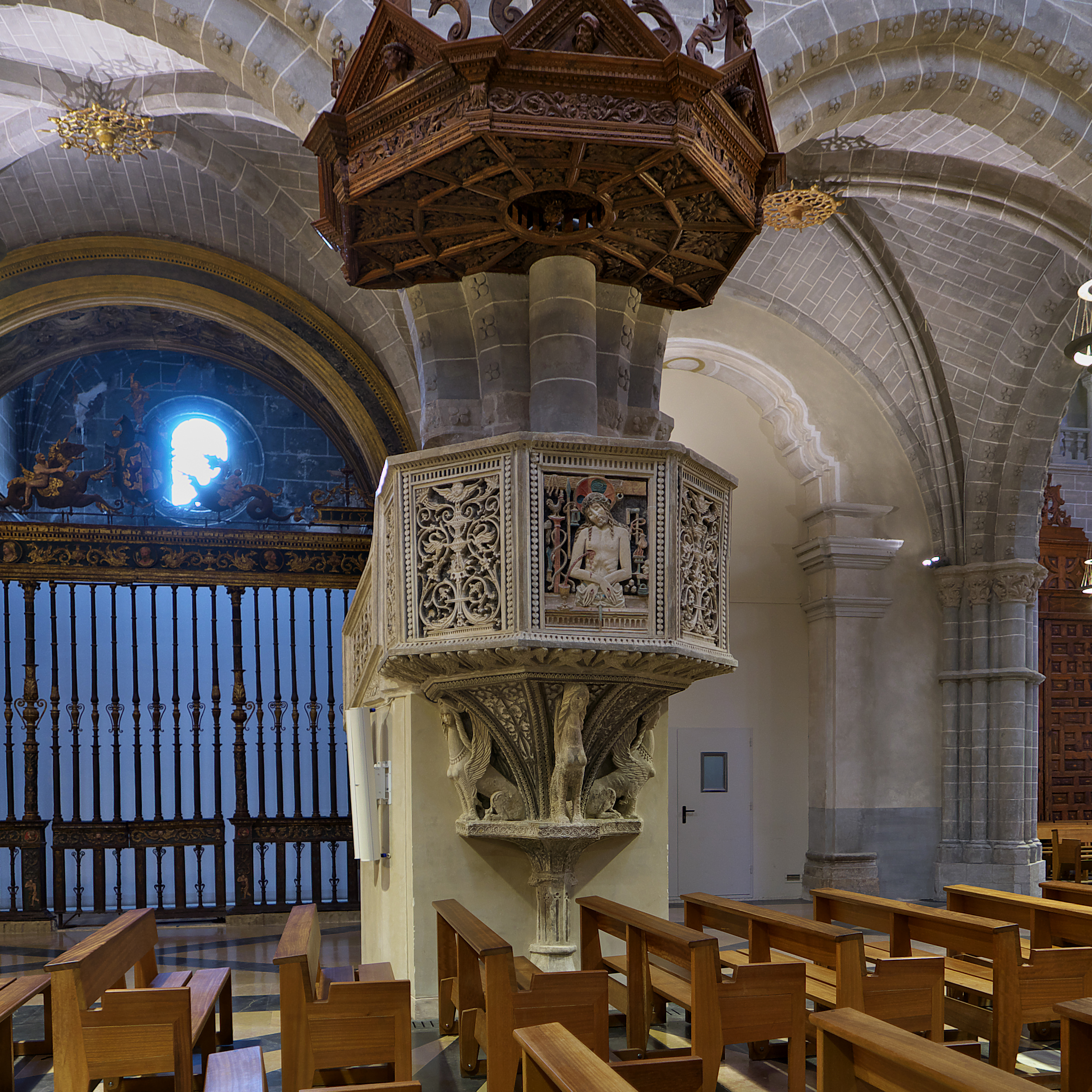
Púlpito

El púlpito de la catedral, de planta octogonal, fue realizado en yeso a partir de 1506 por Pedro de Cervellera. La plataforma tiene cuatro tableros decorados a candelieri. También hay representado un Ecce homo. La base también tiene ornamentación a candelieri, que alterna con esfinges. Sobre este púlpito hay un tornavoz tallado en madera de estilo plateresco.

### Sillería del coro
La sillería del coro es de estilo gótico, y fue realizada en madera de roble a finales del siglo XV. La ornamentación está formada por tracerías, roleos, motivos vegetales, ángeles, músicos y animales fantásticos. La reja que lo cierra es del siglo XVII y a sus lados hay pinturas de Vicente Berdusán de 1696 que representan a san Juan Bautista y san Andrés.

## Archivo capitular
El archivo capitular o catedralicio cuenta entre sus fondos con 168 manuscritos y 258 incunables. La biblioteca dispone de 3.700 volúmenes de temáticas muy variadas.
El documento más antiguo que se conserva es una concordia entre el Cabildo Turiasonense y la diócesis de Sigüenza, de 1196. Otros documentos de gran valor son una carta de Cristóbal Colón a los Reyes Católicos comunicando el descubrimiento de América, la correspondencia entre la mística María Jesús de Agreda y el rey Felipe IV o la colección completa del Digesto del emperador Justiniano. También hay obras de Averroes, Platón, Aristóteles, incluso un incunable de teología protestante.
En 1997 se descubrieron unos documentos hebreos, procedentes de la antigua aljama judía turiasonense, que se habían conservado gracias a que se reutilizaron en la encuadernación de libros cristianos.

### Colección musical
Sin embargo, el archivo destaca por su colección musical, ya que alberga una colección de música polifónica renacentista que es considerada una de las más importantes de toda Europa. Especialmente valorado es el Manuscrito 2-3, siendo el documento conservado más rico de polifonía religiosa hispánica. Este recoge la música de la capilla de la corte de los Reyes Católicos, quienes estuvieron en Tarazona varios meses en 1484 y en 1495 para celebrar Cortes de Aragón.
A partir de este momento se generó una tradición musical muy importante en la Catedral de Tarazona, y numerosos compositores y cantores de prestigio iniciaron su carrera en la Seo turiasonense, dejando parte de su legado en el archivo capitular. Destacan, en el siglo XVI, el maestro de capilla Cristóbal de Soria, documentado en 1515, el cantor Juan García de Basurto, que fue maestro de capilla en el Pilar, cantor de la reina Isabel de Portugal y maestro de capilla del cardenal Juan Tavera y de Felipe II. Finalmente, Antonio de Silos, maestro de capilla en la Catedral de Tarazona y posteriormente en el Pilar.
En el siglo XVIII sobresalen la presencia de Fray Pablo Nasarre, franciscano presente en el cercano Convento de San Francisco y uno de los teóricos más importantes de la música barroca en España; Juan Francisco de Sayas; Antonio Ripa, maestro de capilla posteriormente en la Catedral de Cuenca, en la de Sevilla y en el Monasterio de las Descalzas Reales (Madrid).
Ya en el siglo XIX cabe mencionar al maestro de capilla Tomás Genovés y Lapetra, quien estuvo al servicio de la Familia Real y fue un reconocido compositor musical operístico, y el griselero Nicolás Ledesma.

## Restos arqueológicos
Los trabajos arqueológicos en el área de la catedral y su entorno han descubierto restos de casas de época romana de los siglos I y II, además de un edificio semicircular amplio del siglo IV que tenía mosaicos en el suelo, pinturas murales de motivos geométricos y pudo tener una función pública. También se han hallado restos de un baptisterio asociado a este edificio aunque de época algo posterior. En el área del oeste de la catedral se han hallado tumbas que pertenecieron a un recinto funerario de época tardorromana. Por otra parte, se han hallado restos de lo que se ha considerado que pudo se un templo de época visigoda y además, restos del periodo románico consistentes en un ábside que tenía la misma orientación que el de la catedral, así como capiteles de la misma época. Además, en la zona sur se ha descubierto un complejo sistema de distribución de aguas perteneciente a la Edad Moderna.

## Galería fotográfica

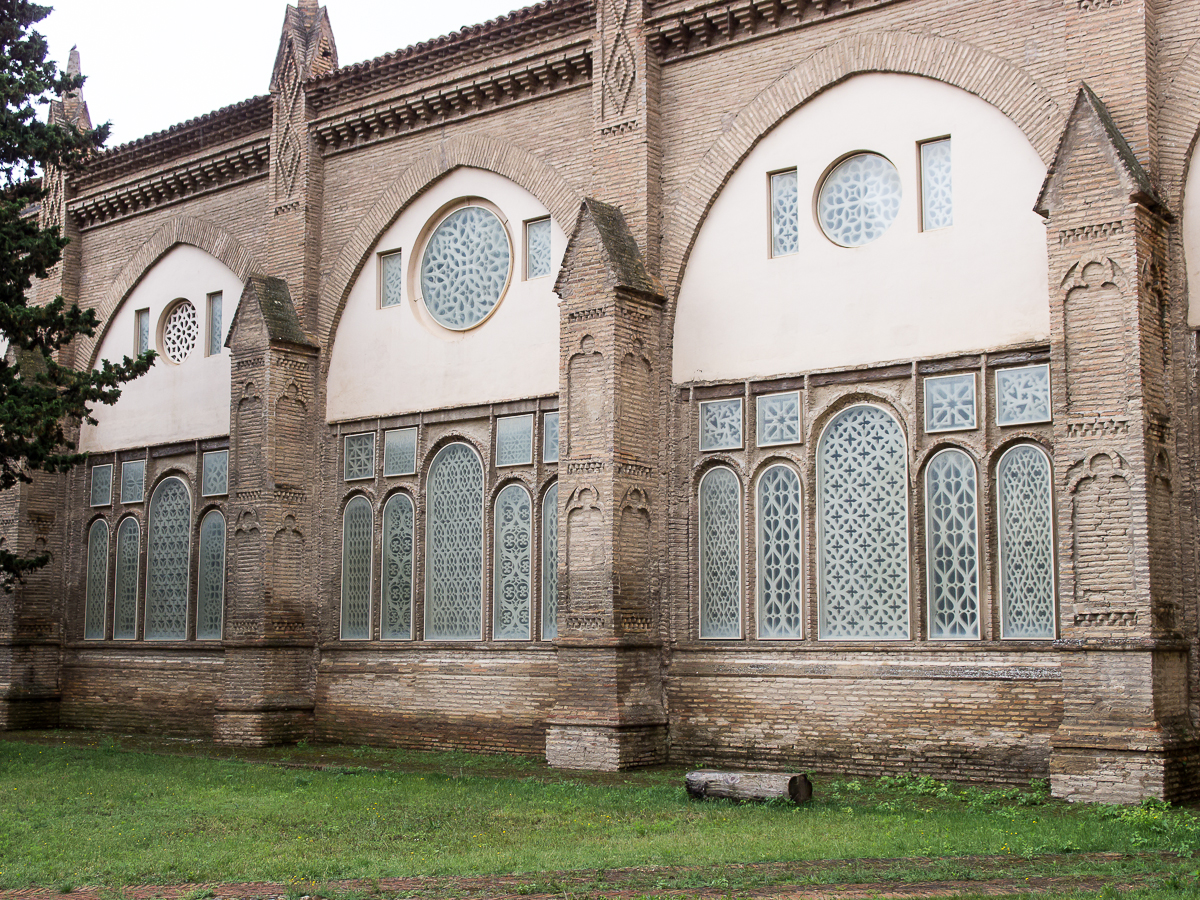
Exterior del claustro
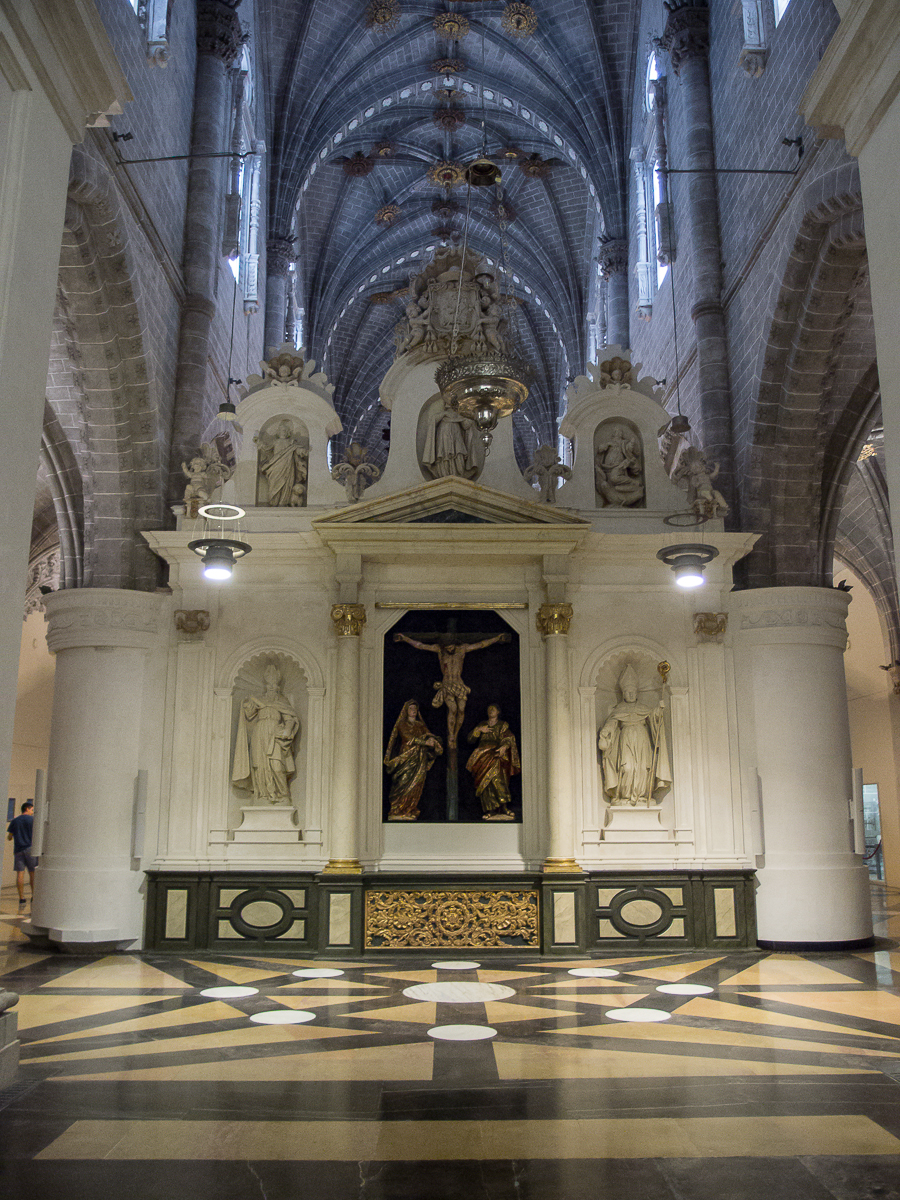
Trascoro
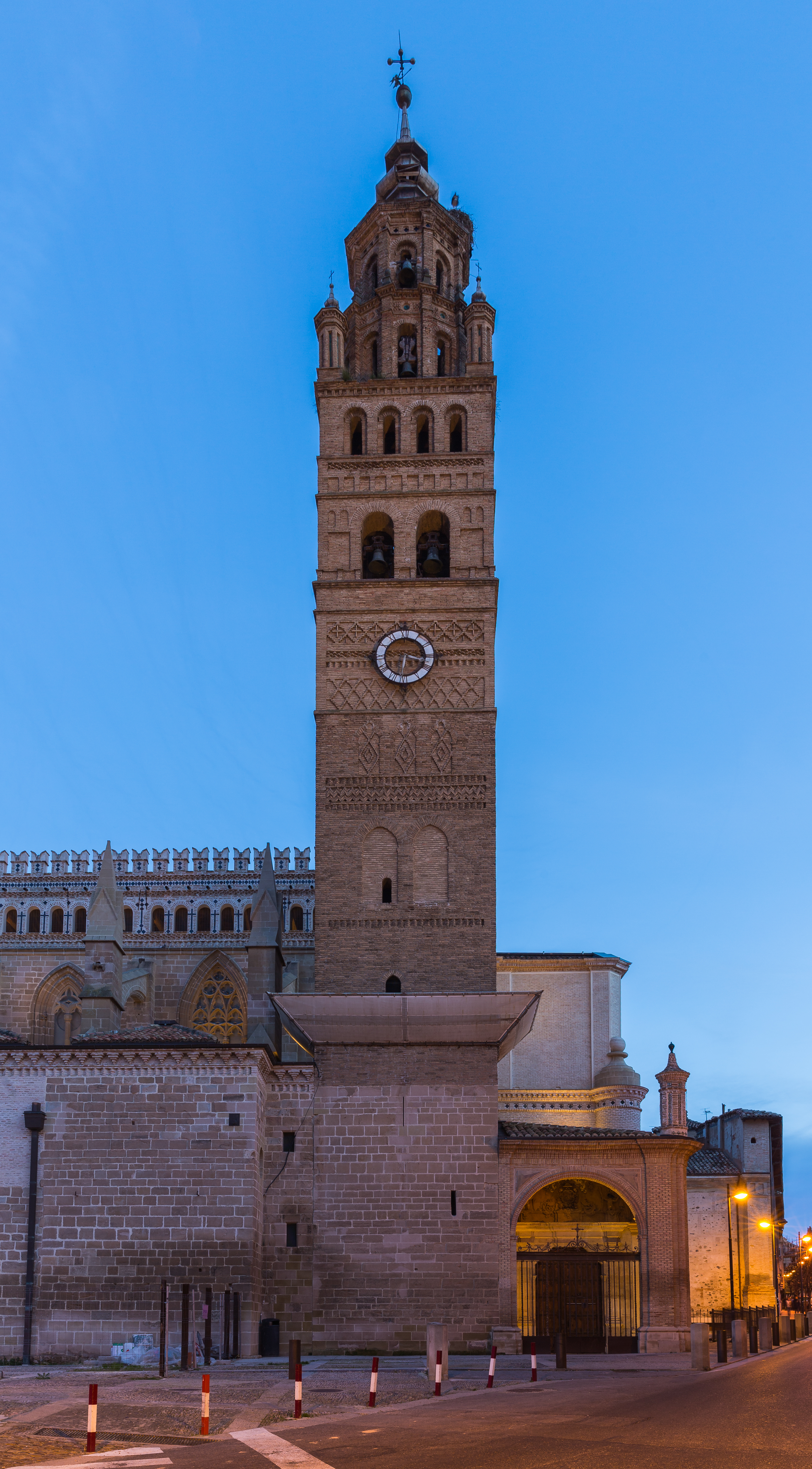
Torre
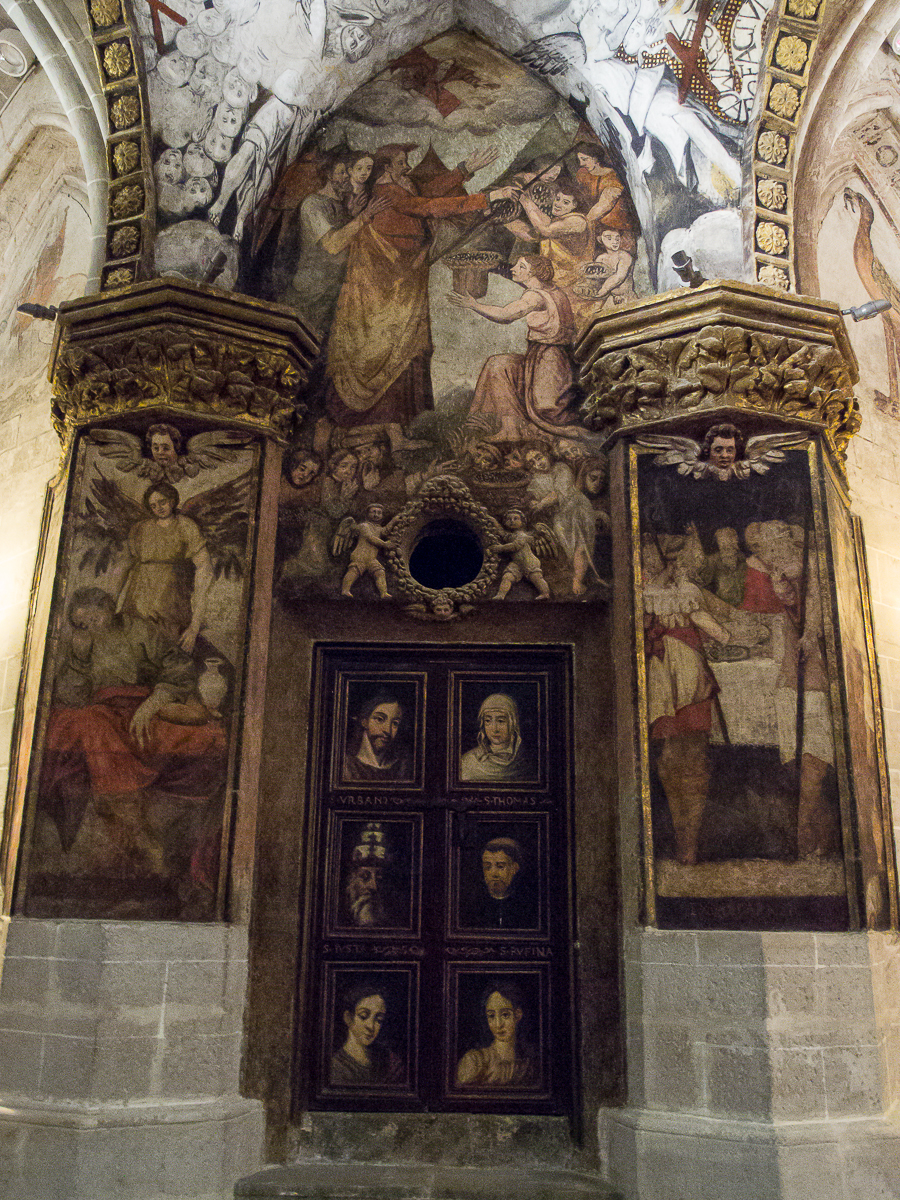
Pinturas de la girola
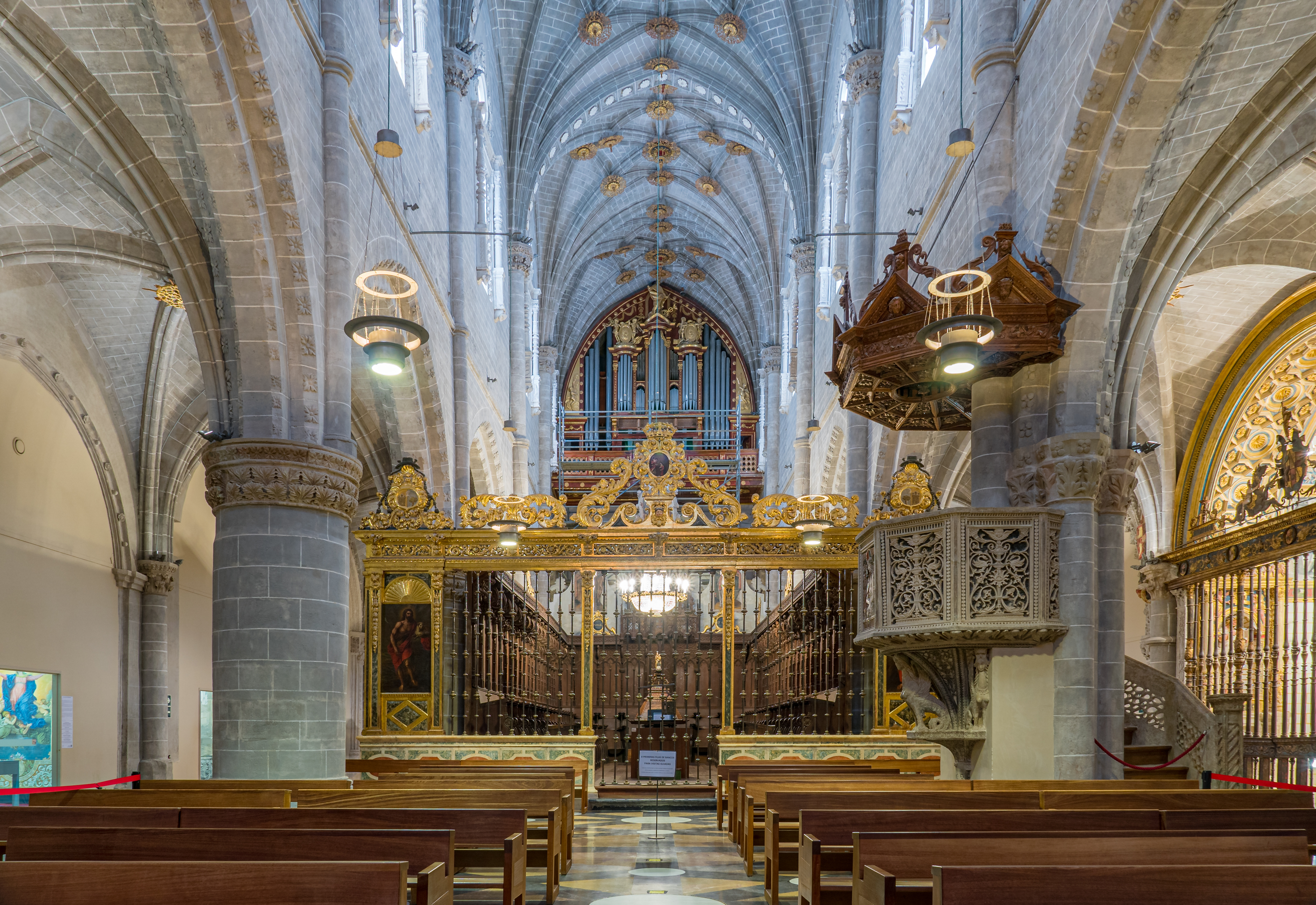
Coro.
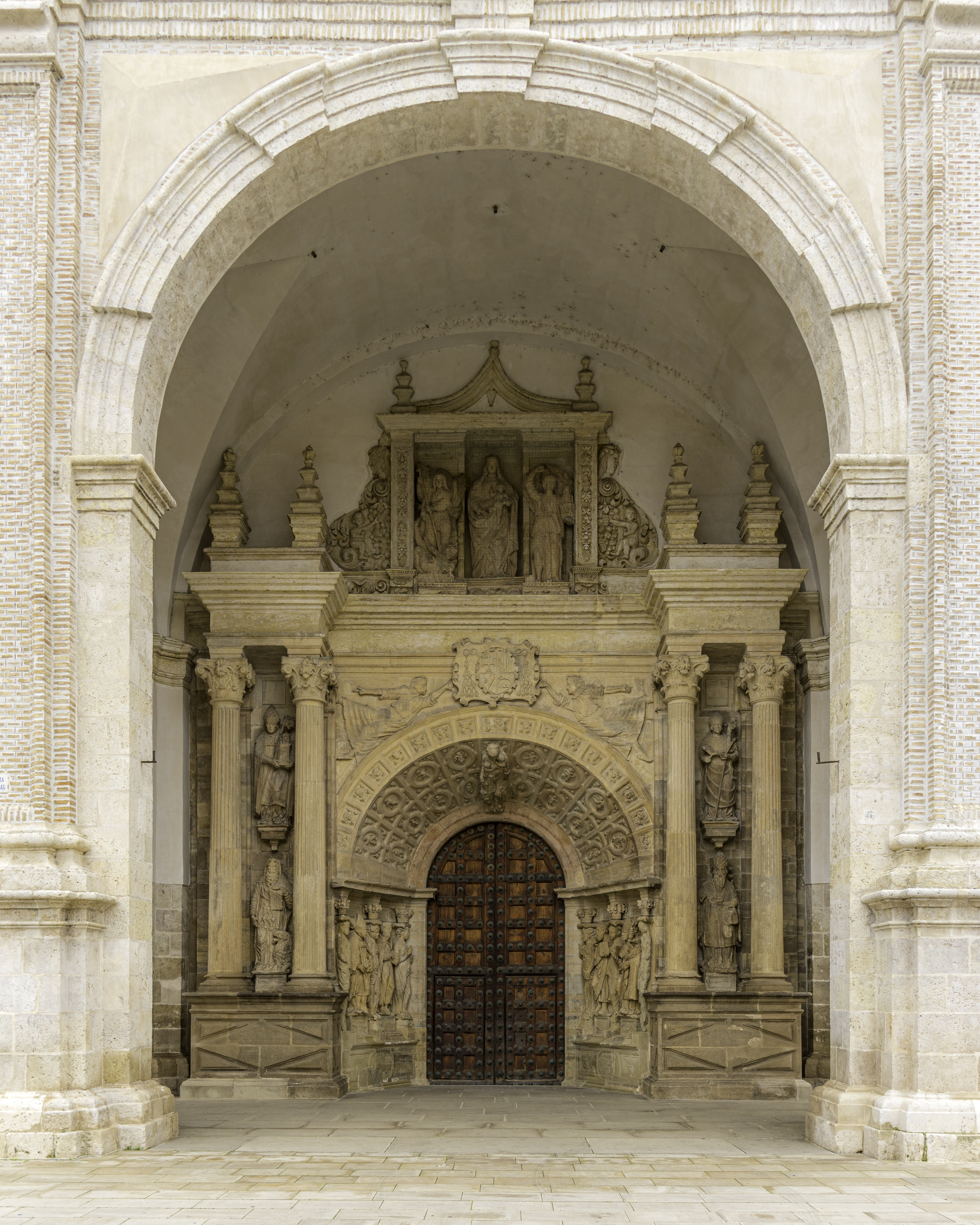
Pórtico norte.